# Saran
Saran é uma comuna francesa na região administrativa do Centro, no departamento Loiret. Estende-se por uma área de 19,64 km². Em 2010 a comuna tinha 16 549 habitantes (densidade: 842,2 hab./km²).